# 第1回先進国首脳会議
第1回先進国首脳会議（だい1かいせんしんこくしゅのうかいぎ、英: 1st G6 summit）は、1975年11月15日から17日までフランスのイヴリーヌ県ランブイエで開催された主要国首脳会議。通称ランブイエ・サミット。
G6（グループ・オブ・シックス）は、最も豊かな先進工業国の首脳が一堂に会する非公式フォーラムであった。本会議を開催するにあたって、ジスカールデスタン大統領とシュミット首相がG6の第1回サミットを構想する際に協力したのは、他の国際会議の堅苦しい形式に対する一種の不満の現れであった。
このあと催される先進国首脳会議は、グループ・オブ・セブン（G7）、グループ・オブ・エイト（G8）と呼ばれるようになったが、この非公式な会合がその先鞭をつけた。

## 参加者
これは、フランス、ドイツ、イタリア、日本、イギリス、アメリカの首脳が非公式に行うフォーラムであり、首脳同士が知り合う機会でもあった。 それぞれが前年に不測の事態で就任していたことは注目に値する。

### 参加した首脳

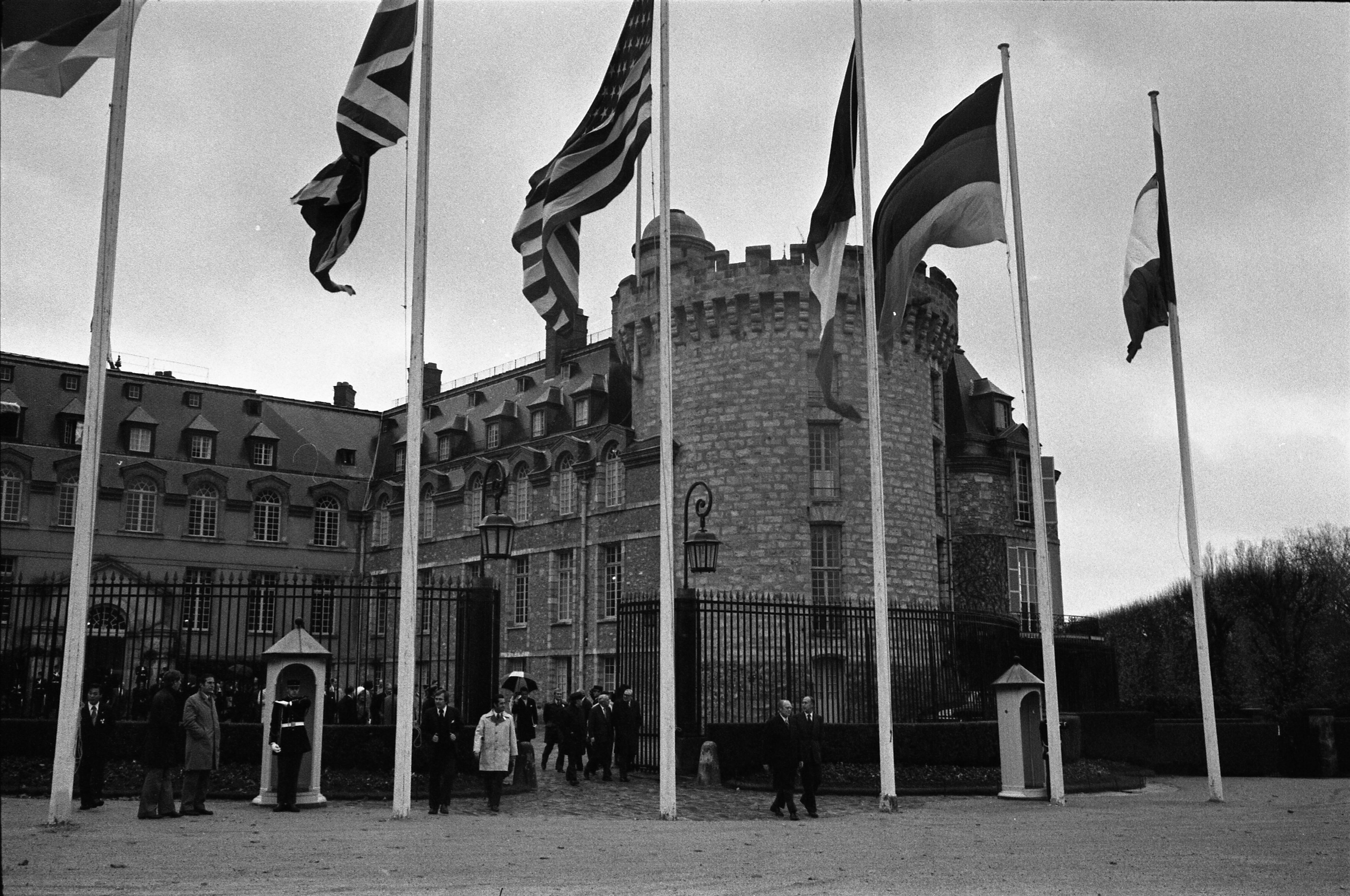
ランブイエ城の外を歩くフォード大統領とジスカールデスタン大統領。 1975年11月17日

出席首脳の一覧。太字は議長国。
| 主要成員           |          |                                  |        |            |
| 参加国             | 参加国   | 代表                             | 肩書   | 就任       |
| フランスの旗       | フランス | ヴァレリー・ジスカール・デスタン | 大統領 | 1974年5月  |
| 西ドイツの旗       | 西ドイツ | ヘルムート・シュミット           | 首相   | 1974年5月  |
| イタリアの旗       | イタリア | アルド・モロ                     | 首相   | 1974年11月 |
| 日本の旗           | 日本     | 三木武夫                         | 首相   | 1974年12月 |
| イギリスの旗       | イギリス | ハロルド・ウィルソン             | 首相   | 1974年3月  |
| アメリカ合衆国の旗 | アメリカ | ジェラルド・フォード             | 大統領 | 1974年8月  |

## 首脳肖像

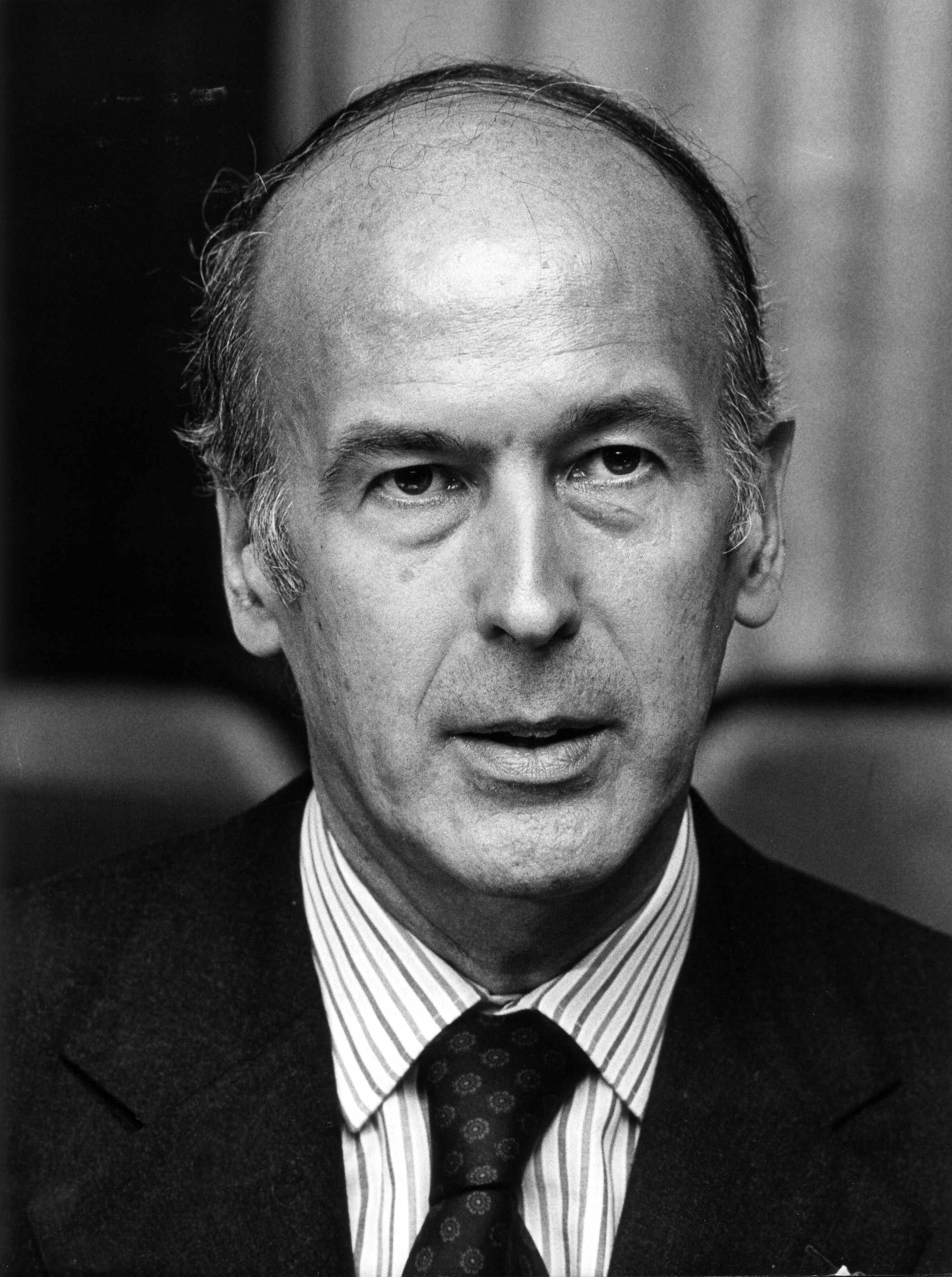
フランス ヴァレリー・ジスカール・デスタン
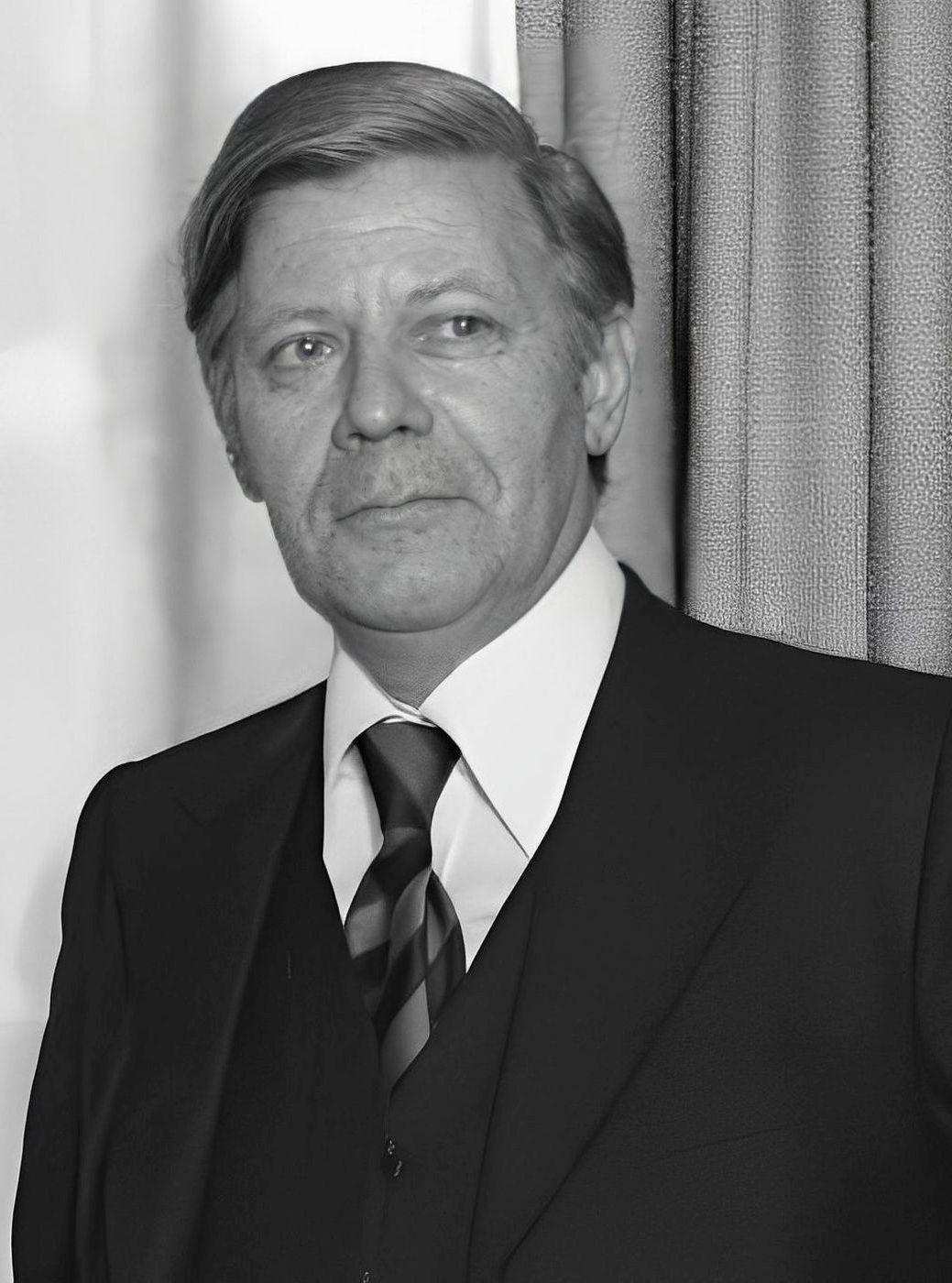
西ドイツ ヘルムート・シュミット
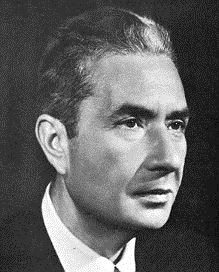
イタリア アルド・モロ
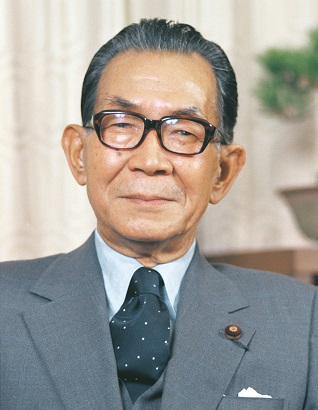
日本 三木武夫
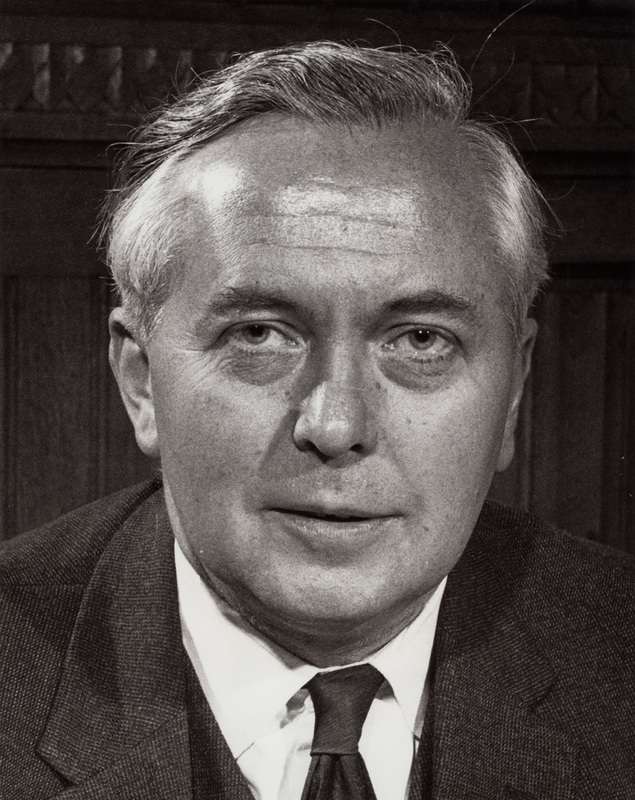
イギリス ハロルド・ウィルソン
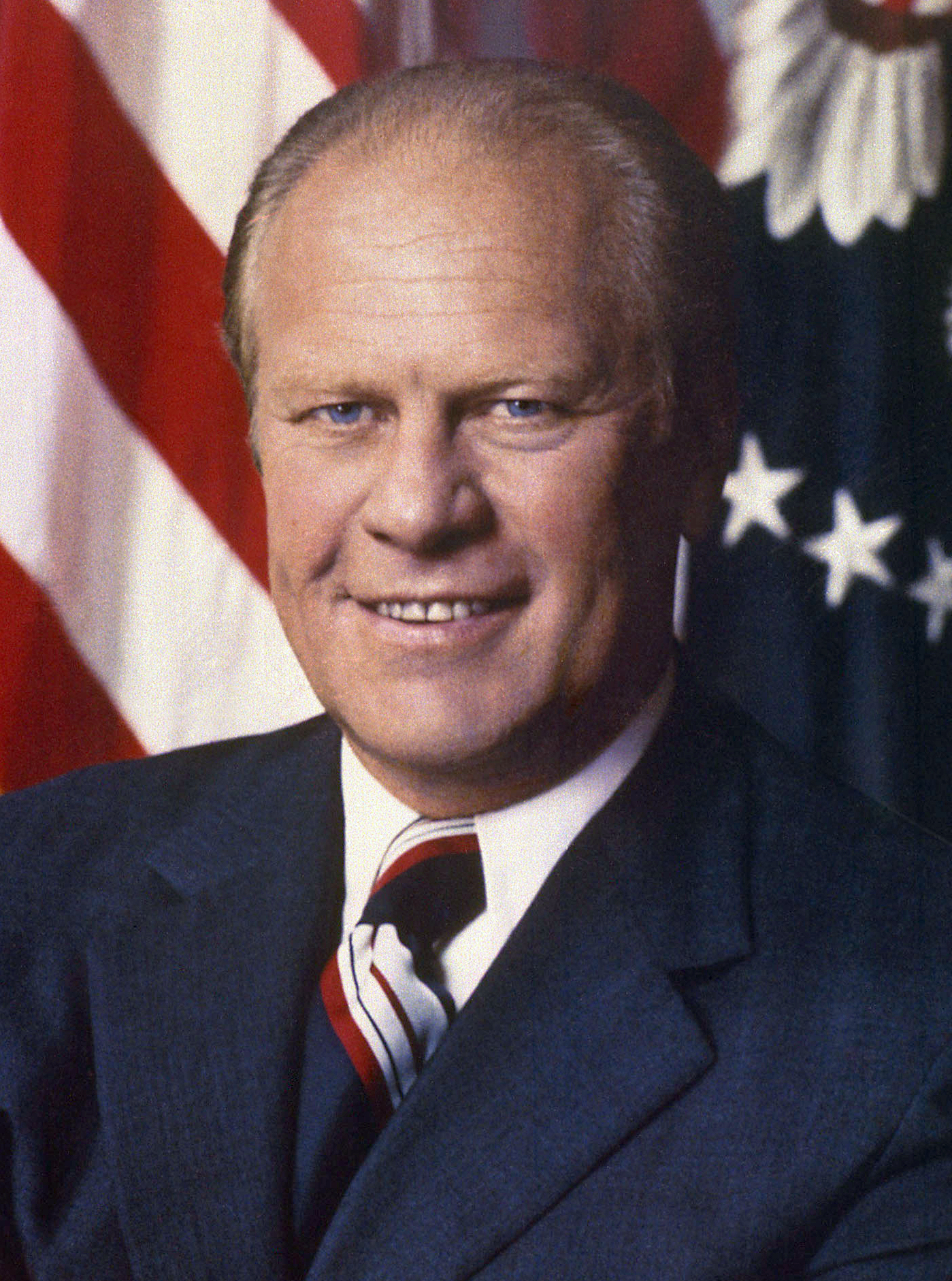
アメリカ ジェラルド・フォード

## 議題

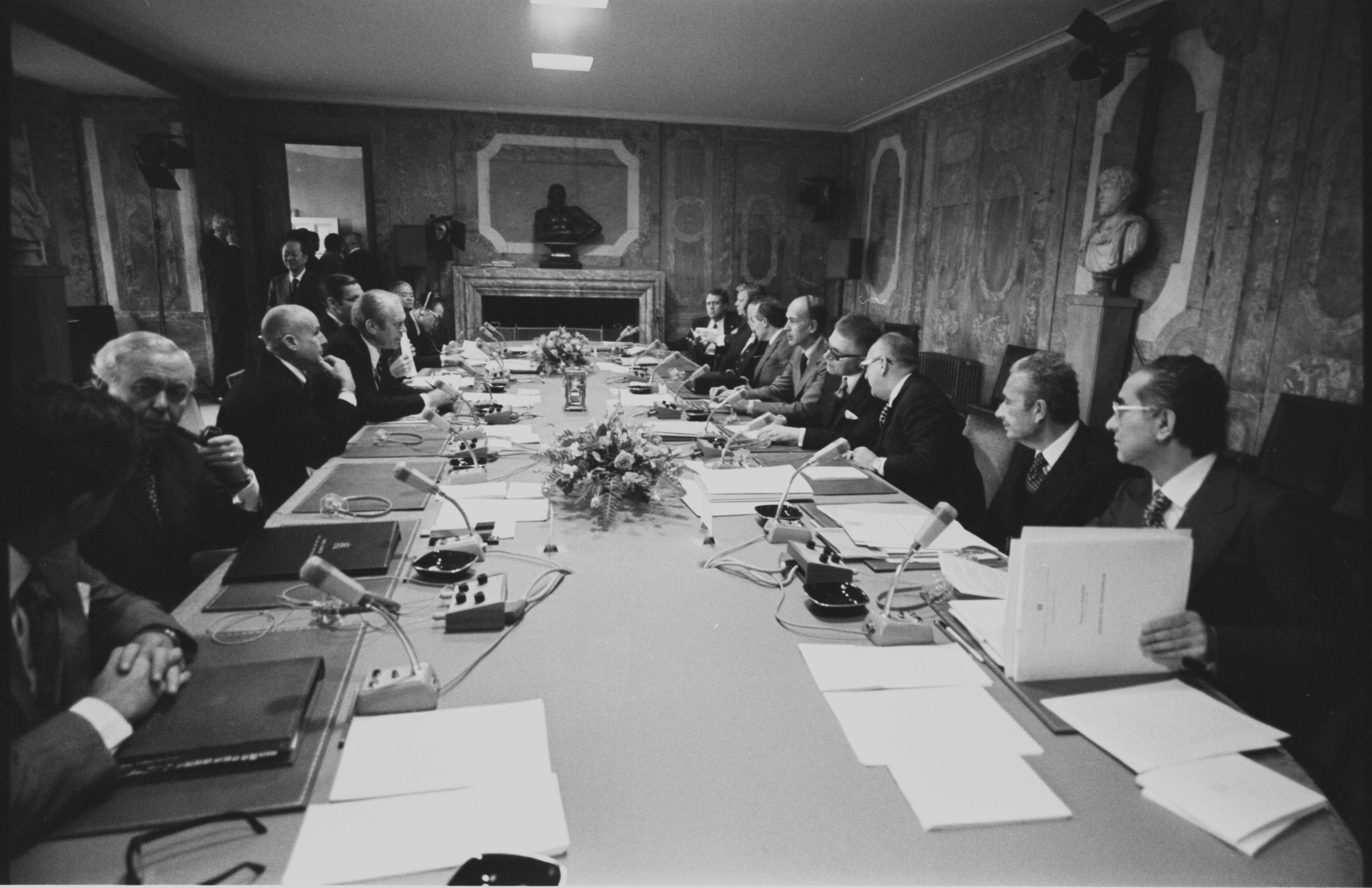
会議の様子（1975年11月15日撮影）

サミットは、加盟国間の相違を解決する場として、また、現実的な問題として困難な経済的決断に直面した加盟国が互いに励まし合う機会としても考えられた。しかし、後に「第1回G7/G8サミット」として知られることになるこの会合の議題は、保護主義の回避、エネルギー依存、成長の促進という、何十年もの間、世界の課題として残ることになる。
主な議題は次のとおりである。
- 世界経済に関する探索的で生産的な意見交換
- 民主主義の政治的および経済的責任
- 相互依存の成長と国際協力の促進
- インフレとエネルギー危機（英語版）
- 失業と経済回復
- 世界貿易の成長促進
- 通貨の安定
- 多国間貿易交渉
- ソビエト連邦および東側諸国との経済関係
- 発展途上国との協力関係と理解の向上
- 国際経済協力会議
- 国際組織を通じた協力